# セッド・イット・オール
「セッド・イット・オール」（"Said It All"）はイギリスのグループ、テイク・ザットのシングル曲。5枚目のアルバム『ザ・サーカス』からは4枚目のシングル曲となる。

## 背景
セッド・イット・オールはテイク・ザットのメンバー4人と「シャイン」も手がけたスティーヴ・ロブソンによって作詞され、2009年6月15日にUKで発売された。メンバーのゲイリー・バーロウとマーク・オーエンがリードボーカルを務め、Bサイドの"Throwing Stones"はマーク・オーウェンが担当している。

## ミュージック・ビデオ
イギリスではGMTVにて2009年6月8日にビデオが公開された。ビデオではメンバー4人がピエロの格好をしてサーカスに向かう準備をしているところを映している。これまでにスウェードなどを手がけてきたリンディ・ヘイマンが監督した。

## トラックリスト
- イギリス CDシングル #1

1. "Said It All" - 4:15
2. "Throwing Stones" - 3:19

- イギリス CDシングル #2

1. "Said It All" - 4:15
2. "Rule The World" (Live) - 5:16
3. "Julie" (Live) - 4:35

- イギリス DVDシングル

1. "Said It All" (Video) - 3:56
2. "Said It All" (Making Of The Video)

## チャート
| チャート (2009) | 最高位 |
| --------------- | ------ |
| アイルランド    | 17     |
| イギリス        | 9      |